# Abd al-Hafid de Marruecos
Abd al-Hafid de Marruecos (en árabe: عبد الحفيظ بن الحسن العلوي) también conocido como Mulay Hafid (en árabe:عبد الحفيظ) (Fez, 24 de febrero de 1875- Enghien-les-Bains, 4 de abril de 1937) fue el sultán de Marruecos desde 1908 hasta 1912 y miembro de la dinastía alauí. Su hermano menor, Abd al-Aziz de Marruecos le precedió.
Si buien Mulay Hafid inicialmente se opuso a su hermano por haber otorgado algunas concesiones a potencias extranjeras, él mismo recibió cada vez más respaldo de los franceses y finalmente firmó el Tratado de Fez que otorgaba de facto el control del país a Francia.

## Biografía

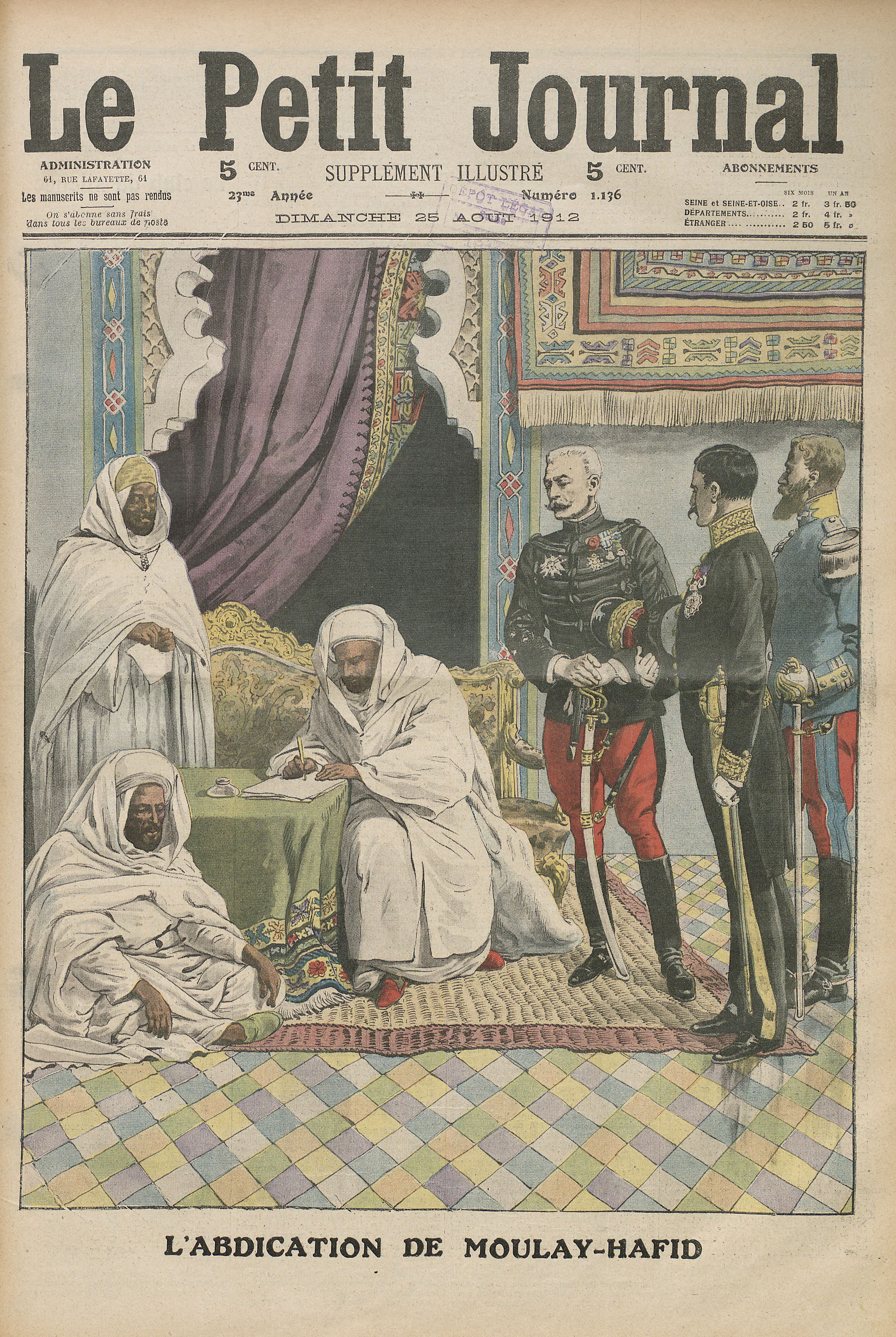
Una ilustración de Abd al-Hafid firmando el Tratado de Fez en la portada del Suplemento semanal de Le Petit Journal, impreso el 25 de agosto de 1912.

Hermano del sultán Abd al-Aziz, se oponía a la pasividad de éste frente a la penetración colonial francesa y a los acuerdos de Algeciras. Por esto, acaba por destituirlo y convertirse él mismo en sultán con la ayuda del bajá de Marrakech Madani al-Glaoui.
Abd al-Aziz no conseguirá hacerse con el control del Blad as-Siba, las zonas interiores del país que no acatan su autoridad. La situación se degrada hasta que en 1911, asediado en Fez por tropas rebeldes comandadas por Ma al-'Aynayn, el sultán se ve forzado a solicitar la ayuda de Francia. El general Moinier, con un ejército de 23.000 soldados, libera al sultán el 21 de mayo de 1911: es el inicio de la colonización francesa, que se concretará un año más tarde, el 30 de marzo de 1912 con el establecimiento del protectorado francés y luego del protectorado español. Ese mismo año Mulay Hafid abdicó en favor de Yúsuf.
Firmó su abdicación sólo en el muelle de Rabat, con el barco que lo llevaría a Francia ya esperando. Después de una extensa visita a Francia, donde recibió mucha atención de la prensa, regresó a Marruecos y fue exiliado al Dar al-Majzén (Palacio del Sultanato) en Tánger.
Su hermano Yusef fue proclamado sultán por la administración francesa varios meses después (13 de agosto de 1912). Yusef fue elegido por algunos dignatarios de Rabat, que no era la capital de Marruecos en ese momento.
Abd al-Hafid murió exiliado en Enghien-les-Bains, Francia, el 4 de abril de 1937.

## Distinciones honoríficas

### Distinciones honoríficas marroquíes
- Soberano Gran Maestre (y fundador) de la Orden Alauí (11/01/1913).